# Saskia Slegers
Saskia Slegers, artiestennamen DJ Djax of Miss Djax (Eindhoven, 21 juni 1962), is een Nederlands dj en eigenaar van het platenlabel Djax. Ze is een pionier in de muziekstijlen (acid) techno en hiphop.

## Biografie
Slegers' vader was een kunstschilder en haar moeder jurist, eerst advocate en later rechter. Na hun scheiding groeide ze afwisselend bij beide op. Toen ze op haar zestiende niet naar school wilde, antwoordde haar vader dat ze dan iets anders moest gaan doen. Dit gaf haar later geregeld inspiratie om vooral haar eigen hart te volgen. Rond diezelfde tijd begon ze als dj voor een plaatselijke discotheek. Ze bracht ook eigen platen mee die in de smaak vielen, waarop ze er al snel elke zaterdag draaide. Daarnaast speelde ze enkele jaren later in verschillende bandjes als basgitarist.
Vervolgens werkte ze enkele jaren op de danceafdeling van de platenwinkel genaamd Bullit in Eindhoven. Daar ontmoette ze musici met naar haar smaak goede muziek, terwijl ze geen platenlabel wisten te vinden. Dit bracht haar in 1989 op het idee om Djax Records te beginnen. De eerste plaat die ze opnam, was voor de Eindhovense hiphop-band 24K. De oplage van duizend stuks raakte uitverkocht, evenals vervolguitgaven, waardoor ze haar investering snel terugverdiende. In 1991 tekende ze Osdorp Posse. Met deze handtekening maakte ze geschiedenis, omdat die haar aan het begin plaatst van de opkomst van de nederhop.
Via het sublabel Djax Up-Beats bracht ze sinds 1990 housemuziek uit Chicago uit. In deze muziekstijl brengt ze ook zelf als dj veel muziek uit. Daarnaast tekende ze in de loop van de tijd bekende artiesten als Armando, Robert Armani, Mike Dearborn en Steve Poindexter.
Daarnaast ontwikkelde ze zich als mixer en dj. In 1993 riep het Duitse techno-tijdschrift Frontpage haar uit als Dj van het jaar en het eveneens Duitse Tendance Djax tot Internationaal label van het jaar. Ook later werden zij en haar label nog geregeld internationaal onderscheiden; in Nederland ontving ze in 1998 De Veer. Daarnaast is ze herhaaldelijk aanwezig tijdens allerlei grote danceparades. Tijdens haar derde Love Parade in Berlijn (1998) speelde ze bij de Siegessäule bijvoorbeeld voor een publiek van een miljoen toeschouwers. Tijdens het tienjarige bestaan van haar label verscheen haar boek 1989-1999 Djax Records - The power of the underground, dat ook in het Japans werd vertaald.
Rond 2004 had de opkomst van de digitale muziek de muziekindustrie al ingrijpend veranderd. Veel hiphopartiesten brachten hun muziek sinds die tijd gratis uit via het internet. In dat jaar overleed ook haar vader. Ze zinspeelde er toen een tijd op om haar label te verkopen. Ze zette het toch voort, maar dan hoofdzakelijk om haar eigen muziek uit te brengen.
In de loop van de jaren bracht ze met haar label vierhonderd releases uit van veel verschillende soorten muziek. Ondertussen behaalde de heruitgave van Afslag Osdorp van Osdorp Posse in 2009 goud. Djax had tijdens het 20-jarige jubileum inmiddels 1,3 miljoen platen verkocht.

## Discografie

### Remixes
- 1996: Phuture - Times fade (Miss Djax space mix)
- 1997: Windell Storm - Welcome to Chicago (Miss Djax power remix)
- 2006: DJ Rush - Dirty fingernails (Miss Djax remix)
- 2008: Mike NRG - Lost In Dreams (Miss Djax & Human Resource remix)

### Albums
- 2005: Raw
- 2008: Inferno
- 2016: Flight 303

### Singles en ep's
- 1994: X-factor
- 1995: Miss Djax vs. the world
- 1996: Spin machine
- 1997: Doomsday
- 1997: Spiderwoman
- 1997: Moonranger
- 1998: The analog sessions of darkness
- 1998: Acid 	 & Miss Djax - 303
- 2005: Sick of u
- 2005: Crack house
- 2008: Headbangin'
- 2008: Hell's bells
- 2009: Burnout
- 2010: Respect, met Human Resource
- 2010: Stereo destroyer, met Human Resource vs. Marshall Masters
- 2011: New life
- 2011: Forever
- 2014: From within